# Andrena chalcogastra
Andrena chalcogastra är en biart som beskrevs av Gaspard Auguste Brullé 1839. Andrena chalcogastra ingår i släktet sandbin, och familjen grävbin. Inga underarter finns listade i Catalogue of Life.